# Dipartimento di Bamboutos
Il dipartimento di Bamboutos è un dipartimento del Camerun nella Regione dell'Ovest.

## Comuni
Il dipartimento è suddiviso in 4 comuni:
- Babadjou
- Batcham
- Galim
- Mbouda